# Bubbling Under Hot 100 Singles
El Bubbling Under Hot 100 Singles, también conocido solo por Bubling Under Hot 100 es una lista publicada semanalmente por la revista musical de Estados Unidos, Billboard.
En él se enumeran los 25 sencillos o canciones por debajo del número 100 que aún no han aparecido en el Billboard Hot 100. A veces, sin embargo, nunca aparecen en la lista Hot 100. La lista tenía inicialmente 15 puestos (durante 1959-1960), pero ampliado a un máximo de 35 durante la década de 1960, sobre todo durante los años en más de 1000 sencillos alcanzaron el Hot 100 chart. De 1974 a 1985, la lista constaba de 10 puestos. Desde 1992, el Bubbling Under Hot 100 ha enumerado 25 posiciones.

## Historia
El Bubbling under Hot 100 apareció por primera vez el 1 de junio de 1959 en la revista Billboard, respectivamente. Continuó hasta el 24 de agosto de 1985, cuando fue interrumpido (durante su recorrido original, por razones desconocidas el gráfico semanal no se emitió en cuatro ocasiones, tres de ellos en 1974, y uno en 1978). La lista reapareció sin hacer ruido en el 5 de diciembre de 1992, y continúa siendo emitida hasta la actualidad.
Varios libros de referencia sobre la historia de la lista han sido publicados por Joel Whitburn 's en una investigación de registros de la empresa. El último libro (de 2005) fue Bubbling Under Billboard Hot 100: 1959-2004 ( ISBN 0-89820-162-4 ).El más reciente libro de  Whitburn es Top Singles Pop, 12 ª edición ( ISBN 0-89820-180-2 ), que cubre todas las listas de éxitos Hot 100 desde 1955 hasta 2008, ahora incluye todos los Bubbling Under Hot 100 también.

## Algunos de los mayores "Bubblers"
- The Robbs, una banda pop/ rock de Wisconsin tiene el récord de tener la mayoría de canciones en el Bubbling Under sin haber entrado al Hot 100. Entre 1966 y 1971, seis sencillos de ellos aparecieron en la lista, siendo su mejor aparición en 1966 con el tema "Race with the wind" que alcanzó el n.º 03(el n.º 103 del Hot 100).

- Uno de los ingresos más misteriosos es el de Ready N' Steady de un artista llamado "D.A." que pasó 3 semanas consecutivas en la lista de 1979, debido a que el registro de esta canción nunca había sido encontrado hasta 2016. No aparece en el libro de Billboard y algunos cuestionan que la canción y el artista hayan ingresado alguna vez a la lista. Es llamada "la grabación fantasma". En 2016, se logró identificar que Jim Franks había sido el escritor de la canción y que Dennis Armand "D.A." Luchessi era el intérprete.[1][2]